# Troy McLawhorn
Troy McLawhorn je bivši gitarist sastava doubleDrive i Still Rain. Trenutačno svira u sastavu Dark New Day. U svibnju 2007. godine, dolazi u sastav Evanescence kao zamjena za bivšeg gitarista Johna LeCompta. Amy Lee kaže kako će on zajedno s Willom Huntom biti privremeno u sastavu, a cijelo to vrijeme neće napustiti Dark New Day.